# Réglementation des organismes génétiquement modifiés
 (mars 2008).
Si vous disposez d'ouvrages ou d'articles de référence ou si vous connaissez des sites web de qualité traitant du thème abordé ici, merci de compléter l'article en donnant les références utiles à sa vérifiabilité et en les liant à la section « Notes et références ».
La réglementation des organismes génétiquement modifiés (OGM) est très variable selon les pays ; diverses mesures juridiques ont été prises dans le monde concernant la recherche, la production, la commercialisation et l'utilisation des OGM, dans leurs divers domaines d'application (agricole, médical, etc.).
Seuls trois pays (en date de juin 2013) ont interdit la culture et l'importation de l'alimentation OGM (le Bénin, la Serbie et la Zambie).
Les réglementations ont un effet direct sur les surfaces cultivées en OGM.

## Réglementation des OGM dans l'Union européenne
Les entraves à la libre circulation des produits biotechnologiques posées par l’apparition, vers la fin des années 80, en Allemagne et au Danemark de mécanismes règlementaires d’autorisation préalable pour la dissémination d’OGM dans l’environnement vont conduire la Commission à proposer, dans les mois qui suivront, un encadrement contraignant spécifique aux biotechnologies nouvelles. Destinée à acquérir une connaissance la plus complète possible sur le risque biotechnologique afin de favoriser une prise de décision éclairée, la réglementation biosécuritaire adoptée en 1990 porte, selon la CJUE, traduction juridique d’un principe de précaution qui manifeste son influence dans un contexte d’incertitude scientifique.

### Maîtrise du risque biotechnologique amorcée à travers l’adoption d’un cadre réglementaire horizontal
L’encadrement communautaire du risque biotechnologique s’est amorcé à travers l’adoption
d’un volet horizontal « dont la vocation est de traiter les questions générales, notamment
celles relatives à la protection de l’environnement, et d’ainsi constituer une protection contre
toute lacune, en ce qui concerne les produits ne faisant pas l’objet d’une législation
spécifique ».
La différence d’expérience accumulée entre manipulation de MGM en milieux fermés et libération planifiée d’OGM, avant la construction du dispositif biosécuritaire, a inspiré un encadrement relativement souple des activités d’utilisation confinée de MGM qui contraste avec l’encadrement relativement rigide des activités de dissémination d’OGM dans l’environnement.

#### Encadrement des opérations d’utilisation confinée de MGM
L’utilisation confinée de MGM est soumise par la directive 2009/41/CE (qui porte codification de la directive 90/219/CEE, modifiée par la directive 98/81/CE) à un système mixte de notification et d’autorisation préalable justifiée par la Communauté par l’insuffisance de connaissances sur les risques associés. Les effets limités des activités d’utilisation confinée de MGM sur le fonctionnement du marché intérieur ont conduit les autorités communautaires à délaisser aux États membres la charge de l’animation du dispositif biosécuritaire. L’expérience acquise en matière de manipulation de MGM a parallèlement appuyé une modulation importante du régime juridique de l’autorisation au niveau de risque présumé.
La directive de 2009 confie aux États membres les compétences d’évaluer, d’autoriser et de contrôler les opérations d’utilisation confinée de MGM. Chaque État membre de la l’Union est chargé par la directive de désigner une autorité compétente pour la mise en œuvre des mesures arrêtées par la directive. Le responsable du projet d’utilisation confinée adresse la notification prévue aux articles 6, 7, 8 et 9 du texte européen à l’autorité nationale qui est chargée, en application de l’article 10 paragraphe 2 de la directive, d’examiner si les notifications présentées sont conformes aux prescriptions de la directive, ainsi que la justesse de l’évaluation des risques et du classement des utilisations confinées du MGM. L’évaluation des risques, réalisée sur dossier par l’autorité nationale, conduit soit au rejet du dossier de notification soit à la délivrance d’une autorisation. Afin de faciliter l’octroi d’une autorisation, la directive permet aux autorités nationales de la limiter dans le temps ou de la subordonner à des conditions particulières. L’autorité nationale est habilitée, après la délivrance de l’autorisation, à modifier les conditions de l’utilisation confinée, à suspendre ou à retirer l’autorisation, si elle a connaissance de nouveaux éléments d’information susceptibles de remettre en question les conclusions de l’évaluation des risques.
L’expérience accumulée, depuis le début des années 70, dans la construction de MGM a appuyé une catégorisation des risques par la directive 90/219/CEE qui s’est affinée avec l’adoption de la directive 98/81/CE. Le passage à quatre classes de risques en remplacement de la distinction opérations de recherche/activités lucratives et MGM pathogène/ MGM non pathogène permet de ne plus soumettre au même niveau de contraintes administratives des opérations d’utilisation confinée présentant des niveaux de risques proches mais différenciés. La procédure administrative, qui est strictement nationale, se décline d’une manière simplifiée et rationalisée suivant le schéma suivant :
| Classe de risque      | Obligations de l’utilisateur |
| --------------------- | --- |
| Opération de classe 1 | Notification avec informations énumérées à l’annexe V partie A pour la première utilisation de MGM dans une installation (article 6). L’utilisation confinée peut débuter ensuite à la date que l’utilisateur souhaite. Pour les utilisations confinées qui suivront, simple obligation de tenir un registre des travaux qui devra être présenté aux autorités sur simple demande de celles-ci (article 7). |
| Opération de classe 2 | Notification avec informations énumérées à l’annexe V partie A pour la première utilisation de MGM dans une installation (article 6). Notification avec informations énumérées à l’annexe V partie B pour la première utilisation confinée et utilisations confinées suivantes de classe 2 (article 8). Si l’installation a fait l’objet d’une précédente notification pour une utilisation confinée de classe 2 ou d’une classe supérieure et si les conditions dont est assorti le consentement sont appliquées, l’utilisation confinée peut débuter après la notification (article 8 paragraphe 2). Dans l’hypothèse inverse l’utilisation confinée peut débuter après un délai de 45 jours après la présentation de la notification, en l’absence d’avis contraire de l’autorité compétente ou plus tôt avec son accord (article 8 paragraphe 3). |
| Opération de classe 3 | Notification avec informations énumérées à l’annexe V partie A pour la première utilisation de MGM dans une installation (article 6). Notification avec informations énumérées à l’annexe V partie C pour la première utilisation confinée et utilisations confinées suivantes de classe 3 (article 9). L’utilisation confinée ne peut débuter sans accord écrit de l’autorité compétente. Cet accord écrit doit intervenir dans un délai de 45 jours après la présentation de la notification quand l’installation a fait l’objet d’une précédente notification pour réaliser des utilisations confinées de classe 3 ou supérieure et si les conditions dont est assorti le consentement sont appliquées par l’utilisateur. Dans l’hypothèse inverse, l’accord écrit peut n’intervenir que dans un délai étendu à 90 jours (article 9 paragraphe 2). |
| Opération de classe 4 | Notification avec informations énumérées à l’annexe V partie A pour la première utilisation de MGM dans une installation (article 6). Notification avec informations énumérées à l’annexe V partie C pour la première utilisation confinée et utilisations confinées suivantes de classe 4 (article 9). L’utilisation confinée du MGM ne peut débuter sans accord écrit de l’autorité compétente. Cet accord écrit doit intervenir dans un délai de 45 jours après la présentation de la notification quand l’installation a fait l’objet d’une précédente notification pour réaliser des utilisations confinées de classe 4 et si les conditions dont est assorti le consentement sont appliquées par l’utilisateur. Dans l’hypothèse inverse, l’accord écrit peut n’intervenir que dans un délai étendu à 90 jours (article 9 paragraphe 2).        |

Les périodes durant lesquelles l'autorité compétente attend des informations complémentaires, effectue une enquête ou une consultation publique ne sont pas prises en compte dans le calcul des délais figurant ci-dessus.
L’utilisateur est le responsable de l’évaluation des risques réalisée sur la base des éléments et de la procédure décrite par l'annexe III de la directive 2009/41/CE. Un résumé de cette évaluation des risques ou une copie complète pour les opérations de classe 4 doit obligatoirement figurer dans les notifications adressées à l’autorité nationale compétente.
La première étape de l’évaluation des risques de l’utilisation confinée de MGM se rapporte à l’identification des éventuelles propriétés nocives attachées au MGM. Les propriétés potentiellement nocives sont évaluées « en examinant l’organisme récepteur, l’organisme donneur, les caractéristiques et la localisation du matériel génétique inséré et le vecteur ». L’identification des éventuelles propriétés nocives du MGM va permettre de rattacher provisoirement le MGM à une classe de risques. L’analyse de la probabilité d'occurrence d'effets nocifs en cas d’exposition de l‘homme et de l’environnement au MGM constitue la deuxième étape de l’évaluation des risques. La mesure de cette probabilité suppose notamment la prise en compte de la nature de l’opération prévue (travail en laboratoire, en serre, dans des unités industrielles), des caractéristiques de l’opération prévue (c'est-à-dire les méthodes de travail employées), de la concentration et de l’échelle de culture du MGM ou encore des conditions dans lesquelles s’effectueront les cultures de MGM (disparité des qualités des réacteurs de fermentation). La détermination de la gravité des effets potentiellement nocifs du MGM et l’appréciation de la probabilité d’occurrence des effets nocifs du MGM nourrissent une classification définitive du MGM. Cette classification définitive du MGM va servir de base au choix des mesures de confinement qui sont détaillées à l’annexe IV de la directive 2009/41/CE. La comparaison de la classification du MGM et des mesures de confinement appropriées doit conduire à un classement de l’opération d’utilisation confinée du MGM qui devra être confirmé par une réévaluation du niveau d’exposition de l’homme et de l’environnement. Cet examen supplémentaire est destiné à « confirmer que le risque de voir apparaître des effets nocifs, compte tenu de la nature et de l’échelle des opérations et des mesures de confinement proposées, est suffisamment faible pour être acceptable ».

### OGM autorisés dans l'Union européenne
La Commission européenne a autorisé la mise sur le marché de maïs, de colza, de soja, d'œillets, de chicorée et de tabac transgéniques. Ces autorisations portent plus précisément sur des événements de transformation, et elles permettent la mise en circulation des récoltes correspondantes de végétaux génétiquement modifiés dans les circuits alimentaires.
Au total, entre octobre 1991 et octobre 1998, l'Union européenne a accordé 18 autorisations de mise sur le marché d'OGM, dont 16 concernant des OGM destinés à être utilisés dans les produits alimentaires.
Entre octobre 1998 et mai 2004, il n'y a pas eu de nouvelle autorisation de mise sur le marché délivrée par la Commission européenne. Ce moratoire était un moratoire de fait et non une décision réglementaire. Contrairement à ce qui est parfois écrit dans la presse, il ne s'agit pas d'une interdiction des cultures OGM (les autorisations délivrées en 1998 sont toujours valables), mais d'un arrêt de la délivrance de nouvelles autorisations.
Il fut appliqué dans l'Union européenne, en raison de la position de plusieurs pays (Danemark, France, Grèce, Italie, Luxembourg), qui estimaient que les procédures d'évaluation, de suivi et de traçabilité des OGM devaient être renforcées avant de procéder à la délivrance de nouvelles autorisations de mise en culture et de mise sur le marché.

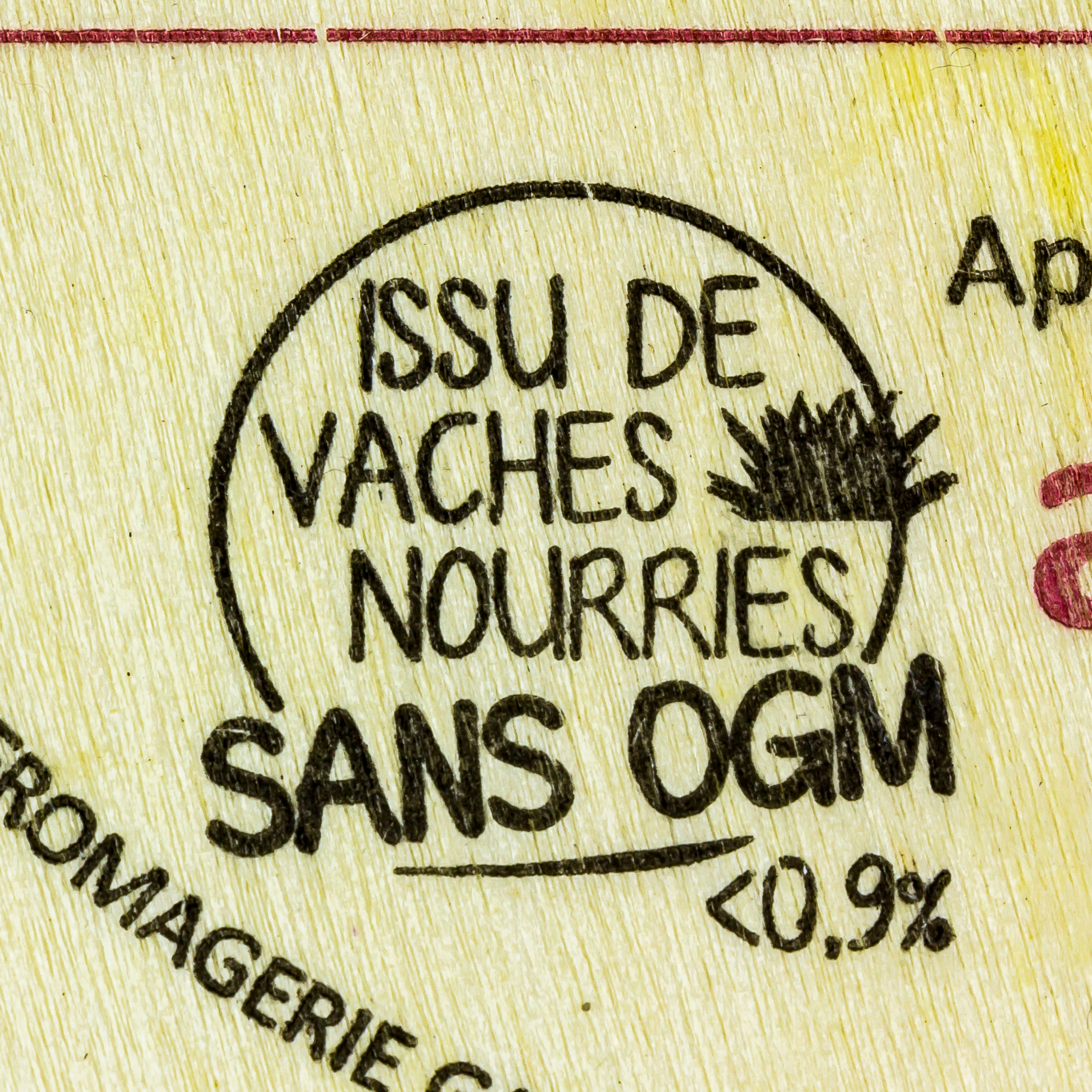
Détail d'une boîte à fromage avec mention de la production « sans OGM », c'est-à-dire inférieure à 0,9%

La nouvelle réglementation européenne, adoptée en juin 2003 et imposant des normes de traçabilité et d'étiquetage pour les produits contenant plus de 0,9 % d'OGM, a entraîné la fin de ce moratoire en mai 2004, avec l'autorisation de mise sur le marché du maïs doux Bt 11.
Toutefois, les autorisations de nouveaux maïs OGM délivrées en 2004 et jusqu'en 2010 portaient sur des mises sur le marché pour les filières alimentaires, mais pas pour des semences destinées à la mise en culture.
Et le 2 mars 2010, une pomme de terre transgénique, nommée Amflora, mise au point par l’entreprise allemande BASF, a été autorisée par la Commission européenne. Il s’agit donc de la première autorisation d’une plante génétiquement modifiée à la culture depuis 1998, date de l’autorisation du maïs Mon810.

### Processus d'autorisation dans l'Union européenne
Lorsqu'une firme détentrice d'un OGM souhaite obtenir une autorisation de mise sur le marché dans l'Union européenne, elle doit passer par :
- une procédure d'autorisation de mise sur le marché comprenant les étapes suivantes :
  - dépôt d'une demande d'autorisation de mise sur le marché d'un OGM
  - évaluation des risques par les autorités compétentes de l'État membre (en France, il s'agit de la Commission du génie biomoléculaire, de l'Agence française de sécurité sanitaire et alimentaire, et de la Commission d'étude de la toxicité des produits phytosanitaires pour les végétaux transgéniques tolérant à un herbicide) ;
  - envoi du dossier d'évaluation à la Commission européenne (EFSA), qui le diffuse aux autres États membres.

À ce stade, deux possibilités :
- Un ou plusieurs États membres présentent des objections, l'avis des comités scientifiques de l'Union européenne est demandé. Le Conseil des ministres rend alors une décision d'autorisation de mise sur le marché ou de refus.
- Aucun État membre n'émet d'objection, l'autorisation de mise sur le marché est accordée.

Lorsque cette firme souhaite obtenir une autorisation de mise en culture, à titre commercial ou expérimental, elle doit passer par : 
- une procédure d'autorisation de dissémination volontaire d'OGM comprenant les étapes suivantes :
  - dépôt d'une demande d'autorisation de dissémination volontaire d'OGM avec présentation des études conduites en milieu confiné et lors des disséminations volontaires d'OGM;
  - évaluation des risques par l'autorité compétente de l'État membre (en France, il s'agit de la Commission du génie biomoléculaire (CGB), dont l'avis est examiné par les ministères chargés de l'agriculture et de l'environnement) ;
  - délivrance de l'autorisation de dissémination volontaire d'OGM (en France, par le ministre chargé de l'agriculture, ce qui en fait des "essais aux champs" légaux.

#### Évaluation des risques OGM pour l'environnement
L’évaluation des risques OGM pour l'environnement, définie dans l'Union européenne par la directive 2001/18/CE, est l'évaluation des risques, directs ou indirects, immédiats ou différés, que la dissémination volontaire ou la mise sur le marché d'OGM peut comporter pour la santé humaine et l'environnement.
Dans le cas des procédures de délivrance des autorisations de mise sur le marché des OGM, cette évaluation doit être faite conformément aux critères de l'annexe II de la directive communautaire 2001/18/CE relative à la dissémination volontaire d'organismes génétiquement modifiés dans l'environnement.

### Réglementations concernant les OGM

#### Domaines d'application de la réglementation OGM
Dès le début des années 1990, l'Union européenne a mis en place un cadre réglementaire pour les OGM, qui est continuellement en cours d'évolution. L'objectif de cette réglementation communautaire est de rendre compatible la création d'un marché unique des biotechnologies avec la protection de la santé publique et le respect de l'environnement.
Les domaines d'application de cette réglementation sont les suivants :
- L'utilisation confinée de microorganismes génétiquement modifiés dans la recherche et l'industrie. Ce domaine est régi par la directive 90/219/CE, modifiée par la directive 98/81/CE du Conseil.

- Les disséminations à titre expérimental et les mises sur le marché d'OGM. La directive 90/220/CEE était en vigueur jusqu'au 17 octobre 2002 dans ce domaine. Elle a été abrogée à cette date pour être remplacée par la directive 2001/18/CE relative à la dissémination volontaire d'organismes génétiquement modifiés. Début 2004, cette nouvelle directive n'a pas encore été transcrite dans le droit français.

- La traçabilité des organismes génétiquement modifiés et de leurs dérivés alimentaires pour les produits destinés à la consommation humaine ou animale. Le règlement 1830/2003/CE concernant cette traçabilité des OGM est applicable depuis le 18 avril 2004. Il met en place l'obligation de traçabilité des OGM et de leurs dérivés alimentaires tout au long des filières, exception faite des cas de présence fortuite.

- L'étiquetage des denrées alimentaires et aliments pour animaux contenant des organismes génétiquement modifiés ou produits à partir de tels organismes. Le règlement 1829/2003/CE du Parlement européen et du Conseil du 22 septembre 2004 concernant les denrées alimentaires et les aliments pour animaux génétiquement modifiés, applicable depuis le 18 avril 2004, prévoit de nouvelles règles d'étiquetage pour la filière alimentaire (voir paragraphe ci-après). Il fixe notamment un seuil de présence fortuite de 0,9 % en dessous duquel l'étiquetage n'est pas obligatoire. Précédemment, la présence de produits dérivés des OGM dans les aliments était encadrée par le règlement n° 258/97/CE du 27 janvier 1997 relatif aux nouveaux aliments et aux nouveaux ingrédients alimentaires. Il concernait par exemple le concentré ou le ketchup obtenu à partir de tomates génétiquement modifiées.

- L'autorisation des médicaments destinés à l'homme et aux animaux est régie par le règlement n° 2309/93, qui couvre également les produits dérivés des OGM. Ce texte établit les procédures communautaires pour l'autorisation et la surveillance de ces médicaments.

- La protection des travailleurs contre les risques est régie par la directive 90/679/CE. Celle-ci concerne la protection des travailleurs contre les risques liés à l'exposition à des agents biologiques au travail, et elle réglemente les OGM au même titre que d'autres agents biologiques.

#### Étiquetage des OGM et des produits contenant des OGM
En application du droit des consommateurs à l'information, l'Union européenne a rendu obligatoire depuis 1997, l'étiquetage indiquant la présence d'OGM.
Les mesures relatives à l'étiquetage sont les suivantes :
- Obligation pour les États membres de prendre toutes les mesures nécessaires pour garantir l'étiquetage, à tous les stades de la mise sur le marché, des OGM commercialisés en tant que produits ou éléments de produits, exigée par la directive 2001/18/CE depuis le 17 octobre 2002, modifiée par le règlement 1829/2003/CE.

- Obligation d'étiquetage des semences de variétés génétiquement modifiées, fixée par la directive 98/95/CE et le règlement 1829/2003/CE.

- Obligation d'étiquetage des aliments et des ingrédients alimentaires contenant des OGM ou qui en sont constitués, exigée par le règlement sur les nouveaux aliments n° 258/97/CE du 27 janvier 1997, modifiée par le règlement 1829/2003/CE.

- Obligation d'étiquetage des additifs et des arômes lorsque de l'ADN ou des protéines résultant d'une modification génétique sont présents dans le produit final, fixée par le règlement 1829/2003/CE, qui abroge le règlement n° 50/2000/CE.

- Obligation d'étiquetage des aliments génétiquement modifiés pour les animaux, mise en place avec le règlement 1830/2003/CE entré en vigueur le 18 avril 2004.

- Seuil minimum de 0,9 % de présence accidentelle d'ADN ou de protéines résultant d'une modification génétique, en dessous duquel l'étiquetage n'est pas nécessaire, fixé par le règlement 1830/2003/CE. La précédente réglementation communautaire établissait ce seuil à 1 %, par le règlement n° 49/2000/CE.

- Utilisation dérivée du concept d'équivalence pour l'étiquetage des aliments produits à partir d'OGM, mais qui n'en contiennent plus, fixée par le règlement sur les nouveaux aliments. Le principe d'équivalence signifie que si une caractéristique ou propriété (composition, valeur nutritive ou effets nutritionnels, utilisation projetée) fait qu'un aliment ou un ingrédient alimentaire n'est plus équivalent à un homologue existant, l'étiquetage doit signaler la modification génétique à l'origine de cette caractéristique.

- Mesures relatives à l'étiquetage des aliments et des ingrédients alimentaires dérivés d'une variété de maïs transgénique et d'une variété de soja transgénique, autorisés en application de la directive 90/220/CEE mais avant l'entrée en vigueur du règlement sur les nouveaux aliments. Ces mesures étaient fixées par le règlement n° 1139/98/CE, abrogé par le règlement 1829/2003/CE, en fonction de la présence d'ADN ou de protéines résultant de la modification génétique. Ce critère sert de modèle aux règles applicables à l'étiquetage de tous les autres aliments et ingrédients alimentaires.

#### Seuils de tolérance dans les semences conventionnelles
La Commission européenne prépare un projet de directive fixant les seuils de tolérance de « présence fortuite » (accidentelle ou techniquement inévitable) d'OGM dans les semences conventionnelles, au-delà desquels ces semences seraient considérées comme des OGM et étiquetées comme telles.
Les seuils de tolérance proposés fin décembre 2003 par la Commission européenne, sur la base de l'avis du Comité scientifique européen des plantes, sont les suivants :
- 0,3 % pour les semences de colza.
- 0,5 % pour les semences de maïs, le coton, la betterave, la pomme de terre, la chicorée, et la tomate.
- 0,7 % pour les semences de soja.

### Contamination de produits alimentaires par des OGM interdits en Europe
Le Département de l'Agriculture des États-Unis (US Department for Agriculture, USDA) annonça en août 2006 que le riz génétiquement modifié LLRice601 avait contaminé le riz long grain produit sur leur territoire. Jamais autorisé ni à la consommation, ni à la culture en quelques endroits de la planète que ce soit, cet OGM, produit par Bayer Crop Science, n'a été planté que de façon expérimentale sur des parcelles aux États-Unis entre 1998 et 2001. À la suite de cette annonce le Japon suspendit d'urgence ses importations de riz américain. En outre, une cargaison de 20 000 tonnes de riz long américain fut bloquée dans le port de Rotterdam afin de l'analyser. Une partie de ces 20 kilotonnes, effectivement infectée par l'OGM LLRice601, dut être renvoyée aux États-Unis pour y être détruite. À Bruxelles, les professionnels de l'agroalimentaire, réunis avec les experts en sécurité alimentaire de l'Union, indiquèrent avoir obtenu 33 tests positifs (de présence de LLRice601) sur un total de 162 échantillons. Selon Bruxelles, une partie du riz contaminé aurait pu être introduit en Europe avant le blocage de la cargaison à Rotterdam. Les industriels estimèrent en effet que la contamination pourrait remonter à janvier 2006.
En outre, Greenpeace a détecté en septembre 2006 la présence d'OGM dans des nouilles chinoises Rice sticks, à base de riz Chao Ching, commercialisées par le premier importateur et distributeur de produits asiatiques en France, la société Tang Frères. Ce riz a été modifié par l'introduction dans son ADN d'un gène de la bactérie Bacillus thuringiensis, qui le rend résistant aux insectes ravageurs. Mais il n'a jamais été testé pour ses impacts sur la santé. Selon l'association écologiste, la présence de ces OGM pourrait venir d'une contamination lors d'essais en champ de nouvelles variétés de riz transgénique. La Chine a répondu qu'elle n'avait autorisé aucune production commerciale de riz génétiquement modifié. La Direction générale de la consommation, de la concurrence et de la répression des fraudes a bloqué la commercialisation de ces nouilles et enquête sur la présence d'OGM dans leur composition.

### Allemagne
Après avoir autorisé la culture du maïs 810 sur 4 000 hectares en 2008, l'Allemagne a décidé à la mi-avril 2009 d'interdire sur son territoire cet OGM en raison de la parution de nouvelles études scientifiques qui mettent en évidence l'impact négatif qu'il peut avoir sur l'environnement.

### France
La réglementation actuelle en France a été modifiée par la loi de 2008, qui :
- autorise les cultures OGM sur le territoire
- créé un Haut Conseil des biotechnologies
- instaure la transparence des cultures au niveau de la parcelle et un régime de responsabilité des cultivateurs d'OGM en cas de dissémination
- créé un « délit de fauchage », impliquant une peine plus sévère pour les mêmes faits que ce que le code pénal prévoit pour destruction de biens privés
- le seuil de contamination des cultures biologiques par des cultures OGM acceptable pour être qualifiées de « sans OGM » doit être défini au cas par cas des espèces par le Haut Conseil des biotechnologies. En attendant, ce seuil reste par défaut fixé à 0,9 %[10], c'est-à-dire le seuil d'étiquetage européen[11].

### Espagne
Le 20 juillet 2005, un décret royal régule la coexistence des cultures OGM avec les cultures conventionnelles et biologiques. Cette réglementation précise les obligations à respecter pour les cultivateurs de variétés transgéniques :
- déclarer l'intention de cultiver des OGM par écrit à l'autorité compétente de la communauté autonome, un mois avant le semis,
- informer les cultivateurs voisins et ceux qui se trouvent à l'intérieur de la zone d'isolement,
- utiliser des semences et des matériels de reproduction contrôlés officiellement,
- conserver pendant 5 ans les étiquettes figurant sur les emballages de semences et les matériels de reproduction,
- informer par écrit l'acheteur de la récolte de l'espèce et la variété cultivée, et la modification génétique,
- appliquer des mesures concernant la préparation du semis, les pratiques avant et après récolte, le transport et le stockage des variétés transgéniques.

Des mesures spécifiques sont établies pour la culture du maïs transgénique :
- une distance d'isolement d'au moins 50 m entre maïs OGM et conventionnel; pouvant être remplacée par le décalage des dates de semis pour éviter la superposition des dates de floraison,
- au mois 4 rangées de zone tampon avec du maïs conventionnel autour de la parcelle OGM, récoltées avec la parcelle et étiquetée comme maïs OGM,
- pour le maïs OGM résistant à la pyrale, une zone refuge d'au moins 20 % de la parcelle constituée de maïs conventionnel, pour éviter l'apparition de souches résistantes,
- séparer lors du semis les semences destinées aux différents systèmes de production,
- nettoyer les semoirs, ainsi que les différents outils de travail.

Un plan de contrôle de la présence des OGM dans l'environnement des parcelles semées avec des variétés transgéniques, est destiné à permettre d'évaluer l'efficacité des mesures de coexistence précitées.

### Roumanie
Avec 3 millions d’hectares de maïs cultivés chaque année, la Roumanie est le premier producteur de maïs de l’Union européenne et elle avait ouvert ses portes au maïs MON 810 de Monsanto avec 300 hectares semés en 2007. Mais pour 2008 Attila Korodi, le Ministre de l’Environnement et du développement durable a déclaré être « … en possession d’études montrant que les OGM ne sont pas sûrs pour la santé humaine et l’environnement… » Il a été mis en place un comité des biotechnologies qui va travailler à partir de ces études et rendre un avis scientifique vers le 15 avril 2008. En attendant, le ministre a demandé aux agriculteurs de ne pas semer de maïs MON 810, considérant qu’il y a « … trop de questions pour laisser cultiver des OGM en Roumanie sans rien faire ».

### Autriche et Hongrie
L'Autriche et la Hongrie ont instauré des clauses de sauvegarde : l'Autriche interdit la commercialisation du maïs MON810 et du maïs T25, la Hongrie uniquement celle du maïs MON810. La Commission européenne a proposé une directive d'harmonisation qui supprimerait ces clauses de sauvegarde, mais celle-ci a été refusée par le Conseil des ministres qui représente les États membres le 2 mars 2009.

## Europe hors de l'Union européenne

### Angleterre
En 2022, l'Angleterre (mais ni l'Ecosse, le Pays de Galles et l'Irelande du Nord) autorise la culture et la commercialisation d'OGM destinés à l'alimentation humaine,.

### Suisse

#### Culture
Le dimanche 27 novembre 2005, le peuple suisse a accepté, à 55,6 %, l'initiative populaire « Pour des aliments produits sans manipulations génétiques » ; cette initiative vise à introduire un nouveau chapitre à l'article 197 des dispositions transitoires de la Constitution fédérale, précisant que l'agriculture suisse n'utilise par d'organisme génétiquement modifié pendant les cinq années suivant l'entrée en vigueur de la disposition (moratoire).
C'est à la suite d'une initiative populaire (signée par plus de 100 000 personnes) que ce vote a pu avoir lieu. Lors de la période précédent ce vote, les partisans de cette initiative argumentaient que la Suisse deviendrait le seul pays d'Europe à se donner de vrais moyens de réflexion autour des OGM, alors que pour ses contestataires il s'agissait de prendre le risque de limiter la recherche de pointe. L'initiative était soutenue par les partis de gauche, les organisations écologistes et les organisations religieuses.
Le 14 mai 2008, le Conseil fédéral a fait part de son souhait de prolonger de trois ans le moratoire sur les OGM, car les résultats du programme national de recherche « Utilité et risques de la dissémination de plantes génétiquement modifiées » (PNR 59), ne seraient pas publiés avant l'été 2012, et étant donné que le moratoire n'avait « entraîné aucun problème perceptible aux plans de l'agriculture, de la recherche et des relations internationales », il fallait « permettre la poursuite et l'achèvement du PNR 59 sans pression politique ». Le parlement a décidé de prolonger le moratoire jusqu'en 2013, puis jusqu'en 2017.
Mi 2024, le gouvernement fédéral soumettra un réglementation distincte de celle des OGM pour autoriser les plantes issues des NBT.

#### Importation
Selon la Coordination romande sur le génie génétique (Stop OGM), quatre variétés génétiquement modifiées sont autorisées à importation pour l'alimentation humaine et plus de 90 pour l'alimentation animale.

## Amérique du nord
Les États-Unis et le Canada sont parmi les pays qui autorisent le plus grand nombre de cultures d’OGM. Une soixantaine d’OGM sont autorisés dans ces deux pays.

### Canada
Le gouvernement fédéral du Canada a la responsabilité d’approuver ou non les OGM. Trois ministères fédéraux sont concernés: L’Agence canadienne d’inspection des aliments (ACIA) qui relève d’Agriculture et Agroalimentaire Canada partage avec Santé Canada et, occasionnellement, avec Environnement Canada la responsabilité d’approuver les OGM, ainsi que les aliments et les ingrédients dérivés de ces organismes et destinés à l’alimentation humaine et animale.
L’ACIA est responsable d’évaluer ces produits en regard des aspects environnementaux et de l’alimentation du bétail. Santé Canada détermine l’innocuité des aliments destinés à l’alimentation humaine. Environnement Canada évalue les aspects environnementaux non couverts par l’ACIA. Un OGM peut recevoir une approbation à des fins de recherche seulement, pour commercialisation, ou ne pas être approuvé du tout. Les plantes GM doivent être approuvées par le Bureau de la biosécurité végétale (BBV) de l’ACIA.
Comme pour les autres végétaux ou aliments, l’évaluation des OGM est basée sur les caractéristiques du produit final plutôt que sur le procédé utilisé pour sa fabrication. Ainsi, au Canada, la législation qui encadre les produits issus de la biotechnologie utilise la même approche que celle qui contrôle les produits nouveaux mis au point au moyen de technologies classiques. les OGM entrent dans les catégories des végétaux à caractères nouveaux (VCN) et des aliments nouveaux (AN). Le processus d’approbation peut s’échelonner sur une dizaine d’années. Il existe une liste des VCN approuvés.
Un saumon OGM est aussi approuvé au Canada.

### États-Unis
La politique de réglementation des États-Unis est régie par le cadre coordonné pour la réglementation de la biotechnologie mis en place en 1986. Ce cadre réglementaire a été développé sous la présidence de Ronald Reagan pour assurer la sécurité du public tout en permettant le développement de l'industrie biotechnologique naissante sans une réglementation trop lourde.
La réglementation est basée sur trois principes:
- La politique américaine se concentre sur le produit des techniques de modification génétique, et non sur le processus lui-même
- La réglementation est fondée sur les risques scientifiques vérifiables
- Les produits sont examinés en les comparant aux produits existants et, par conséquent, les lois existantes sont suffisantes pour examiner les produits

Pour qu'un organisme génétiquement modifié soit approuvé, il doit être évalué par l'Agence de la santé des végétaux et des animaux (APHIS) du ministère de l'Agriculture (USDA), et aussi par la Food and Drug Administration (FDA) et l'agence de protection environnementale (EPA), en fonction de l'utilisation prévue de l'OGM. L'USDA, à travers l'APHIS évalue le risque que la plante devienne une mauvaise herbe, et la FDA donne les commentaires sur l'aspect alimentaire,, et l'EPA réglemente les plantes génétiquement modifiées ayant des propriétés pesticides, ainsi que les résidus agrochimiques.
L'approbation finale peut encore être refusée par différents comtés au sein de chaque État. En 2004, le comté de Mendocino, en Californie, est devenu le premier et le seul comté à imposer une interdiction sur la propagation et la culture des organismes génétiquement modifiés.

## Amérique centrale et du sud
En 2020 l'argentine a été le premier pays d'Amérique du Sud et même du monde à autoriser un blé OGM destiné à l'alimentation humaine. 250 000 tonnes de ce blé ont été récoltés en 2021.
Le Brésil a autorisé en 2023 un OGM de blé tolérant aux sécheresses. En novembre 2021, le pays avait déjà accepté l'importation de blé OGM.
Paraguay, Bolivie, Uruguay, Mexique, Colombie, Honduras, Chili, Costa Rica cultivait aussi en 2019 des OGM mais non destinés à l'alimentation humaine.

## Asie-Océanie
L’Australie et la Nouvelle-Zélande sont parmi les pays qui autorisent le plus grand nombre de cultures d’OGM. Une soixantaine d’OGM sont autorisés dans l’un, l’autre, ou ces deux pays.
Chine, Pakistan, Myanmar, Vietnam, Indonésie et Bangladesh cultivent des OGM.
Le Bangladesh a été le premier pays du sud est asiatique à autoriser les aubergines GM destinées à l'alimentation humaine.
Les aubergines Bt sont autorisées aux Philipines ainsi que la culture du riz doré. Dans ce pays, 70 tonnes de riz doré ont été récolté en 2022.
Depuis 2021 le Japon autorise la commercialisation de tomates OGM enrichies en acides aminés censée lutter contre le stress et l'hypertension. Deux espèces de poissons OGM sont aussi commercialisées.

## Afrique
Après des années de réticence, les pays africains sont de plus en plus nombreux à adopter les cultures OGM en partie à cause de la croissance démographique et du réchauffement climatique et la menace que celui ci fait peser sur les récoltes.
3 pays africain autorisaient la culture des OGM en 2016, ils sont 10 à les avoir autorisé en 2022. Les plantes concernées sont le maïs, le sorgho, le niébé, le coton et le soja.
Le Nigeria autorise le niébé bt depuis 2019.
En 2022, après 10ans d'interdiction, le Kénya a autorisé la culture du maïs OGM pour assurer la sécurité alimentaire et protéger l'environnement. Le Kénya est le 8e pays du continent à autoriser les OGM. Le Kenya avait déjà autorisé le manioc OGM en 2021.
En 2022, le Ghana autorise la culture et la commercialisation du niébé bt.
EN 2019 Afrique du Sud, Soudan, Malawi, Eswatini et Ethiopie autorisaient aussi la culture des OGM.